# 다리뇌중간뇌
다리뇌중간뇌(pontomesencephalon) 또는 '교중뇌'는 뇌간의 다리뇌 안쪽 중심에 있는 영역이다.

## 같이 보기
- 솔기핵